# La Chapelle-au-Moine

La Chapelle-au-Moine este o comună în departamentul Orne, Franța. În 1 ianuarie 2022 avea o populație de 587 de locuitori.